# استان وان
وان (ترکی استانبولی: Van ili, کردی: Parezgêha Wanê‎, ارمنی: Վանի մարզ) نام یکی از استان‌های بزرگ و مهم ترکیه است که در شرق این کشور قرار دارد. مرکز این استان شهر وان است. دریاچه وان در حاشیه این استان قرار دارد.

محل استان وان

## نگارخانه

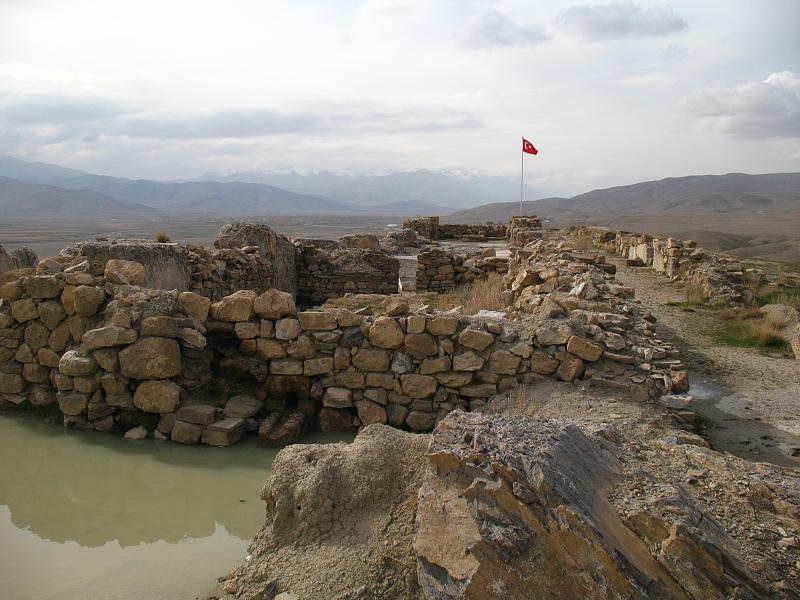
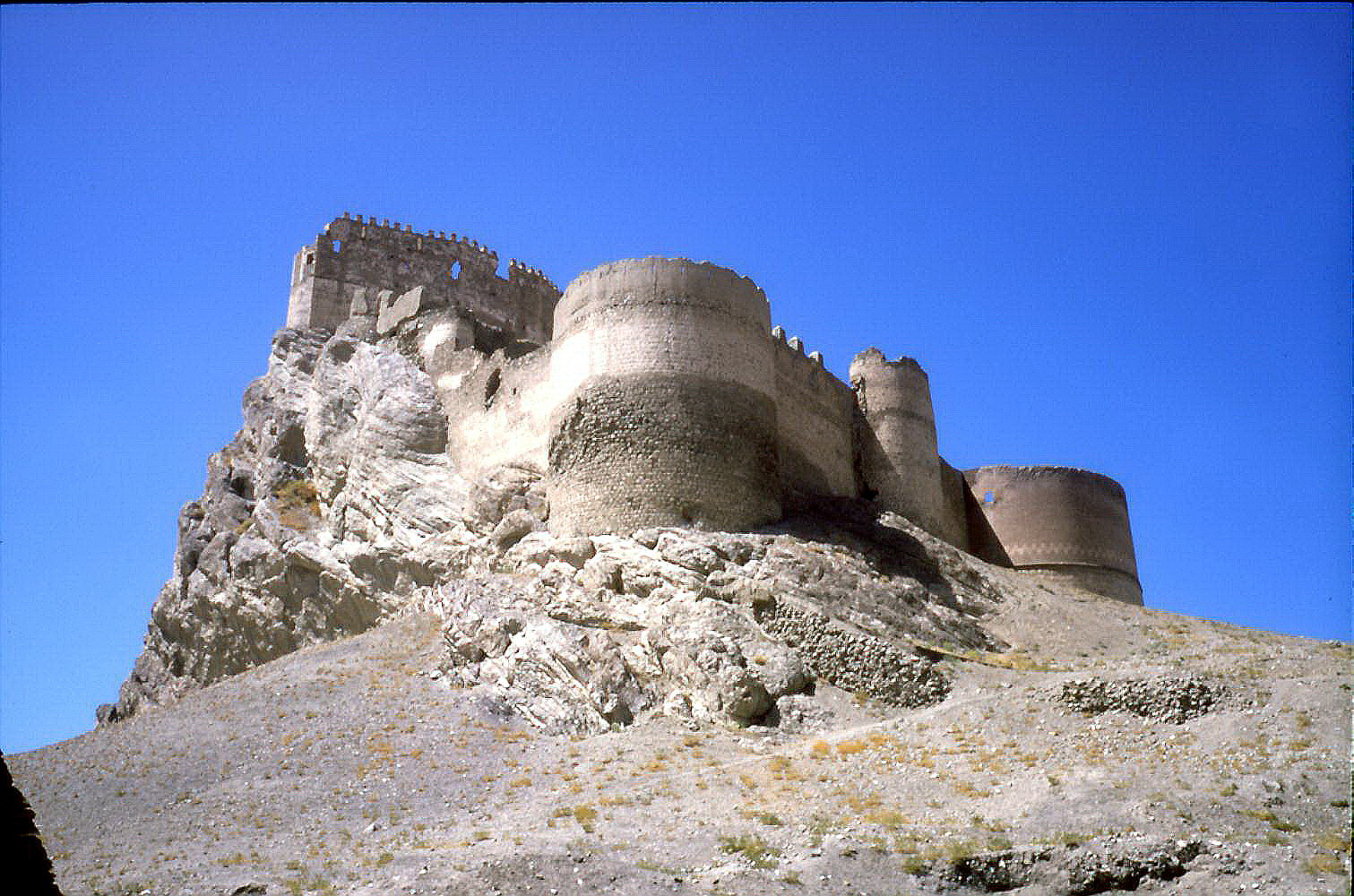
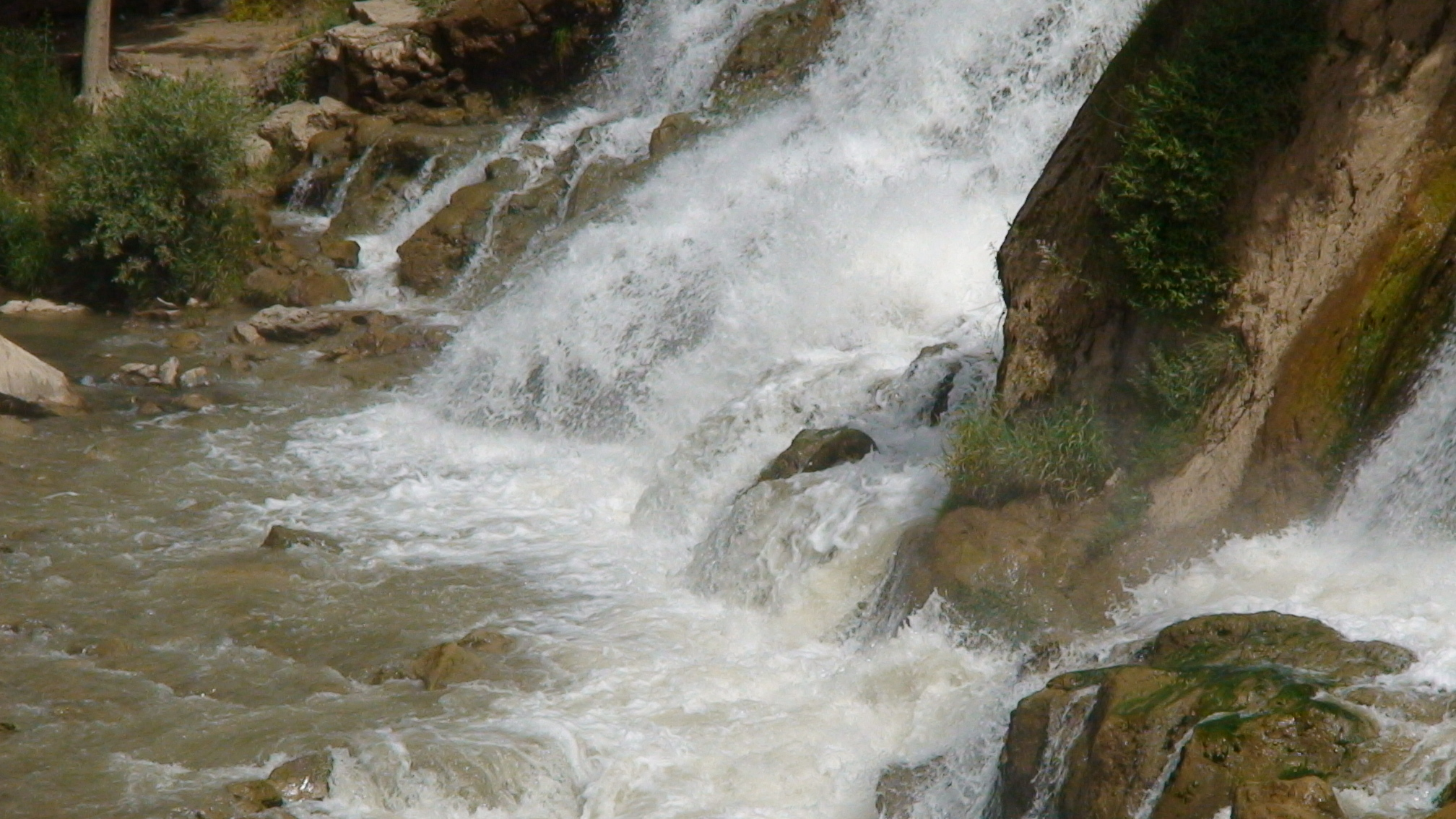